# Caffè Capo
Caffè Capo è un cortometraggio del 2010 diretto da Andrea Zaccariello.

## Trama
Durante una notte in un autogrill deserto, un professore universitario riceve una telefonata in cui gli viene proposto di candidarsi alle comunali come Sindaco. Il professore accetta, ma il destino ha in serbo per lui una sorpresa.

## Riconoscimenti
- Candidato ai David di Donatello 2011 come miglior cortometraggio[1]
- Vincitore del Fano Film Festival 2010 - sezione autori italiani[2]
- Premio miglior attore al Fano Film Festival 2010[2]
- Premio della critica al Genova Film Festival 2010[3]
- Vincitore Arco d'Argento miglior cortometraggio all'Est Film Festival 2010[4]
- Vincitore del Festival Silicio HD 2010 Capalbio cinema
- Premio Rainews miglior corto d'attualità 2011 Festival Maremetraggio[5]
- Miglior Attore Protagonista ex aequo per la sezione Corto Italia a Gianni Cavina - Salento finibus terrae festival 2011[6]
- Premio del Pubblico e Premio miglior Attore a Gianni Cavina all'Asti Film Festival 2011[7]
- Premio Nickelodeon della Critica 2011[8]
- IV Est Film Festival: 1º Premio, Miglior Film e Arco d’Argento.
- Montecatini Film Festival: 1º premio.
- XXII Fano International Film Festival: 1º premio, Miglior Film e Miglior Attore a Gianni Cavina.
- Bolzano Film Festival: Premio del Pubblico.
- 7 Festival Pontino del Cortometraggio: Miglior Sceneggiatura e Premio della Critica.
- Maremetraggio XII edizione: Premio Rai News per il Miglior Cortometraggio e premio UNESCO per le diversità culturali.
- Salento Finibus Terrae: Premio miglior Attore a Gianni Cavina.
- Premio speciale “16 Corto”.
- Tulipani di Seta Nera, V° edizione: 1º premio assoluto Miglior Film e Miglior Attore a Gianni Cavina.